# Stacy Wilson
Stacy Wilson, född den 12 maj 1965 i Salisbury i Kanada, är en kanadensisk ishockeyspelare.
Hon tog OS-silver i damernas ishockeyturnering i samband med de olympiska ishockeytävlingarna 1998 i Nagano.